# Ruta 23-CH
La ruta 23-CH es una ruta internacional que se encuentra en el norte Grande de Chile sobre la Región de Antofagasta. En su recorrido de 310,9 km une la ciudad de Calama con la comuna de San Pedro de Atacama y el paso fronterizo Sico, en el límite con Argentina.
Entre Calama y el Paso Sico la ruta está totalmente asfaltada. En San Pedro de Atacama existe un by-pass de 13,2 km que evita que camiones transiten por el poblado turístico.
De tipo turística esta carretera recorre sectores de gran belleza en medio del desierto de Atacama, con accesos a distintos puntos turísticos como lo son la Reserva nacional Los Flamencos, aldea de Tulor, pucará de Quitor, los géiseres del Tatio, el salar de Atacama, el valle de la Luna y la cordillera de la Sal. En San Pedro de Atacama se encuentra la aduana de control fronterizo, con todos los servicios controladores.
Integra junto a las rutas 25, 27-CH y 5 Panamericana el Corredor Bioceánico Eje del Capricornio llegando hasta Antofagasta. La carretera prosigue en el país Rioplatense con la denominación de RN 51 hacia las ciudades argentinas de San Antonio de los Cobres y Salta. El rol asignado a esta ruta internacional fue ratificado por el decreto MOP N.º 2136 del año 2000.

## Ciudades y localidades
Los accesos inmediatos a ciudades y localidades, y las áreas urbanas por las que pasa esta ruta de oeste a este son:

### Región de Antofagasta
Recorrido: 310 km (kilómetro 0 a 310).
- Provincia de El Loa: Calama (kilómetro 0), acceso a villa Peuco-Maratón (kilómetro 0,8), enlace Circunvalación (km 1,1), acceso a Peine por Llano de la Paciencia (km 81), acceso a San Pedro de Atacama (km 94 y 105), acceso a Guardería CONAF Valle de la Luna y aldea de Tulor (km 98), acceso a Atacama Large Millimeter Array (km 121), Toconao (km 139-141), acceso a Aguas Blancas (km 150), acceso a Camar (km 165), Compañía (km 188), acceso a San Francisco (km 191), Socaire (km 191-192), control obligado de Carabineros durante verano en El Laco (km 290).